# Ређа Корте (Палермо)
Ређа Корте је насеље у Италији у округу Палермо, региону Сицилија.
Према процени из 2011. у насељу је живело 31 становника. Насеље се налази на надморској висини од 32 м.